# 葶花小菊苣

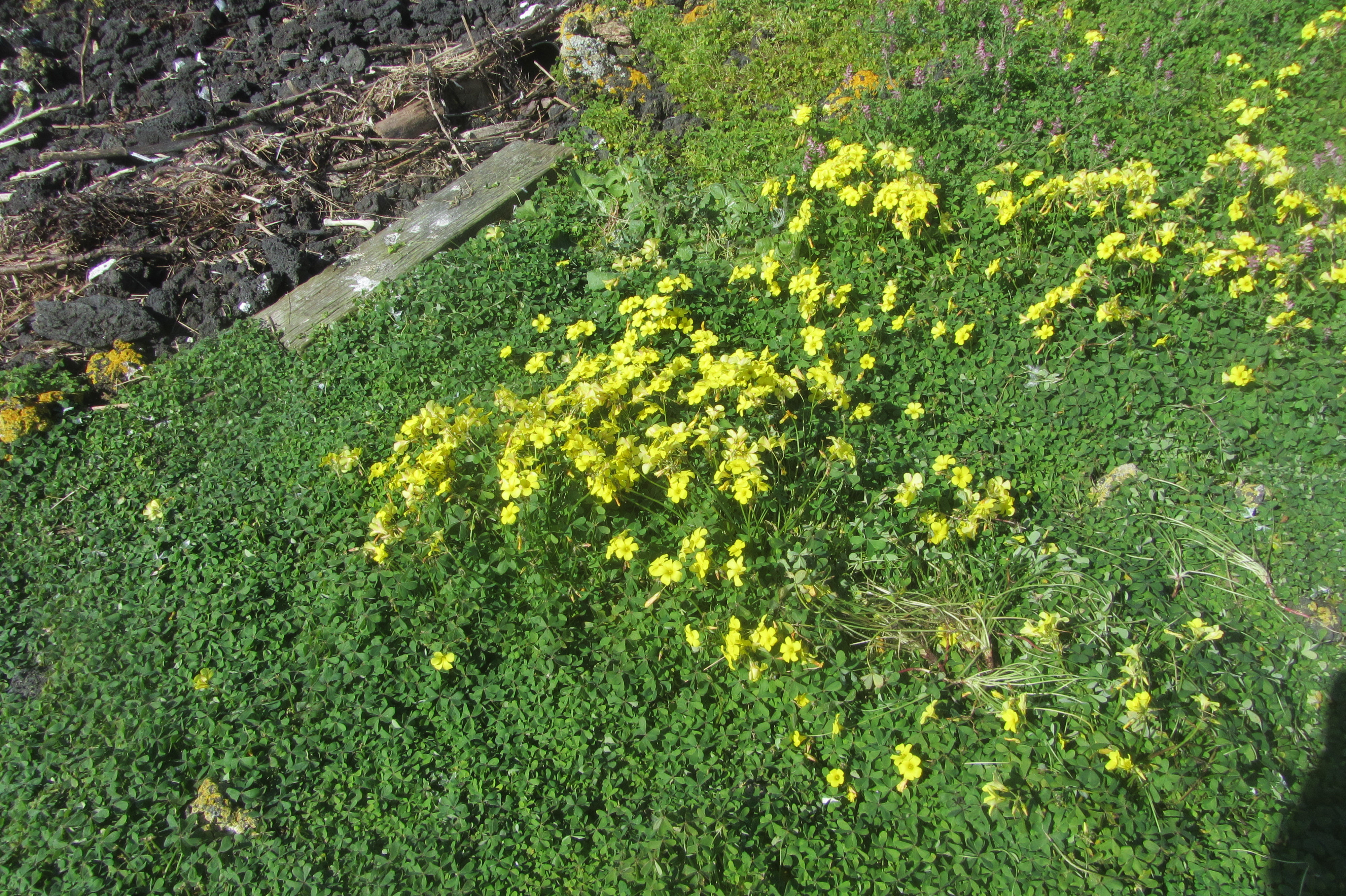
一小叢葶花小菊苣

葶花小菊苣（Microseris scapigera）是一种多年生黄花雏菊，分布于新西兰和澳大利亚。  它是新西兰的Microseris属中的唯一物种，也与披针叶小菊苣（披针叶小菊苣）和华氏小菊苣（华氏小菊苣）一起的属于澳大利亚的三种小菊苣之一。它被归类为菊苣族植物，其中包括菊苣和蒲公英。
茉农菊或“山药雏菊”曾被称为葶花小菊苣、 披针叶小菊苣或M. forsteri，但现在被归类为华氏小菊苣。
由于栖息地丧失，现已非常稀有且很脆弱。 
其种加词“scapigera”意为“有花葶的”。